# Rogue (musiker)
 Rogue, född Virgil Roger du Pont III 4 juli 1972 i Charlottesville i Virginia i USA, är en amerikansk musiker. Han är grundare och sångare i electro gothbandet The Crüxshadows.
Hans far var officer i armén, och under 70- och början av 80-talet flyttade familjen runt mycket, och bodde i eller nära militära högkvarter i USA eller Europa. Som ung gick han på en konstskola, utformad för att hitta och utveckla talangfulla ungdomar. Han utmärkte sig inom bild, drama, poesi och musik. Han har aldrig blivit kallad Virgil eller Roger, utan kallas "Bear" av sin familj, och fick tidigt smeknamnet "Rogue" av sina vänner, namnet som han sedan behöll som artistnamn.
Till slut flyttade Rogue och hans familj tillbaka till Charlottesville. Rogue skrevs in i flera katolska skolor, och blev medlem i teatergruppen Marion Conner's Story book players, och även aktiv medlem i en musikalgrupp under många år. Han var också medlem i många konst- och sångevenemang, och turnerade tillsammans med Theater Jacksonville under mitten av 1980-talet, då de framförde Oliwer Twist.   
Efter High School skaffade sig Rogue en akademisk utbildning, och skrev in sig i Florida State University i Tallahassee, med konst som huvudämne. Det var även här som han lärde sig spela fiol. 
Efter studierna arbetade Rogue ett år som chef för ett konstmuseum i Florida, och under större delen av 1990-talet var han DJ för nattklubben Brothers i Tallahassee. Som DJ var han mycket framgångsrik, och under många år var han en av de DJ:s som var mest eftertraktad. Hans "New Wave/80's Night" var veckans mest populära tillställningar.
Rogue startade The Crüxshadows 1992 tillsammans med Sean Flanagan och Tim Curry. Det är Rogue som skriver de flesta av bandets låtar, både musiken och texten. Rogue var mycket känd för var sin mycket speciella frisyr, med långa, hårt sprayade, spikes. Denna har han nu övergivit för en frisyr som är lite mer skonsam för håret. Han är även känd för sina sångtexter, och sin underliga, passionerade, sångröst. The Crüxshadows har alltid en speciell scenografi, och Rouge brukar ofta göra speciella entréer. Hans framträdanden karaktäriseras av att han använder ett headset istället för en vanlig mikrofon. Detta gör att han relativt obehindrat kan röra sig igenom både publik såväl som på scenen.